# Cloreto de vinila
Em química, o cloreto de vinila, cujo nome IUPAC é cloroeteno, é o composto orgânico de fórmula química C2H3Cl.
Ele é o monômero do PVC, estudos mostram riscos ocupacionais aos trabalhadores envolvidos na fabricação desse monômero e/ou polímero (PVC), os estudos mostram casos de angiosarcoma de fígado, um tipo de câncer agressivo, entre trabalhadores da indústria de PVC, como extrusoras de PVC, enquanto que a inalação da serragem de PVC pode aumentar as chances de câncer de pulmão, o que acarreta um risco ocupacional a um grupo de trabalhadores e trabalhadoras mais amplo, pois o uso de tubulação de PVC está amplamente presente na construção civil brasileira. 